# Monte Cremasco

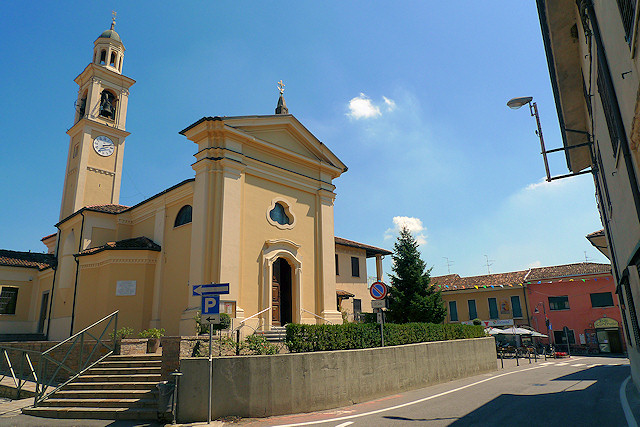
Parrocchialkirche von Montecremasco

Monte Cremasco ist eine norditalienische Gemeinde (comune) mit 2260 Einwohnern (Stand 31. Dezember 2023) in der Provinz Cremona in der Lombardei. Die Gemeinde liegt etwa 44 Kilometer nordwestlich von Cremona am Tormo und am Pietro Vacchelli O Marzano und grenzt unmittelbar an die Provinz Lodi.

## Verkehr
Durch die Gemeinde führt die frühere Strada Statale 415 Paullese von Paullo nach Cremona.